# Incidente ferroviario di Bressana Bottarone
L'incidente ferroviario di Bressana fu uno scontro di treni avvenuto l'8 novembre 1910 nella stazione di Bressana Bottarone, sulla linea ferroviaria Milano-Genova.

## Dinamica dei fatti
Il treno direttissimo n. 68, giunto nella stazione di Bressana alle ore 13:20, fu instradato erroneamente sul secondo binario, occupato da un treno merci che vi si era ricoverato per dare la precedenza al treno viaggiatori, che avrebbe dovuto transitare sul terzo binario. Lo scambio però venne dimenticato, dal deviatore Baggini, nella posizione errata dopo il ricovero del treno merci. Il direttissimo, che procedeva alla velocità di circa 80 km/h, ebbe solo la possibilità di rallentare, per il pronto intervento del macchinista Tullio Perozzi, rimasto fino all'ultimo in cabina per dare controvapore e freno di emergenza, e tamponò violentemente la coda del treno merci, distruggendo gli ultimi sette carri. La locomotiva, il tender e il bagagliaio deragliarono e si adagiarono sul lato destro e il bagagliaio si distrusse; la carrozza di terza classe del treno direttissimo, posta subito dietro, si frantumò. Una viaggiatrice, sbalzata fuori nell'urto, trovò la morte, mentre decine di altri viaggiatori rimasero feriti.
Un treno diretto, in partenza da Pavia per Voghera e Genova venne fermato in tempo per far salire il medico di servizio, guardie di pubblica sicurezza, personale FS e materiali di primo soccorso. Poco dopo, da Pavia, partì un treno soccorso con medici della Croce Verde, infermieri e vigili del fuoco per i soccorsi; alle 16:00 era di ritorno con i feriti da ricoverare, di cui una donna in gravissime condizioni. Dieci minuti dopo partì un secondo treno con autorità di P.S. e medici e studenti dell'Università.

## I treni coinvolti
- Treno merci n. 5618[1], trainato da locomotiva a vapore;
- treno direttissimo Genova-Milano n. 68, composto da carrozze di 1, 2 e 3 classe, carrozza ristorante e bagagliaio, trainate da locomotiva a vapore[1].

## Le vittime
Unica deceduta fu una turista svizzera, Henriette Dufour, sbalzata fuori dalla carrozza di terza classe nella scarpata vicina.
Feriti in maniera grave furono la sorella della vittima, Clara, e, meno gravemente, Margherita Schwabe, Marie Detrabignè, Raimondo Olivi e Andrè Durand, che facevano tutti parte del gruppo di turisti. Dai rottami del bagagliaio venne estratto con una gamba spezzata il capo-conduttore Luigi Colajacopo. Il macchinista del direttissimo, Tullio Perozzi, e l'aiuto cuoco della carrozza ristorante, riportarono ambedue ferite di media gravità.
Feriti in maniera lieve furono il fuochista Giuseppe Pellò, Guido Levi (industriale di Milano), l'ingegnere Enrico Zaneli di Savona, l'industriale Antonio Campolungo di Bolzaneto e Vincenzo Roveda da Vanzago.